# Spathifer fuscatus
Spathifer fuscatus är en insektsart som beskrevs av Rauno E. Linnavuori 1955. Spathifer fuscatus ingår i släktet Spathifer och familjen dvärgstritar. Inga underarter finns listade i Catalogue of Life.